# رودولفو تورس (دوچرخه‌سوار)
رودولفو تورس (اسپانیایی: Rodolfo Torres‎؛ زادهٔ ۲۱ مارس ۱۹۸۷) دوچرخه‌سوار اهل کلمبیا است. که در حال حاضر برای تیم آماتور کلمبیایی (به اسپانیایی: Boyacá Constructions Zea El Faro) دوچرخه سواری می‌کند.